# こうの史代
こうの 史代（こうの ふみよ、1968年9月28日 - ）は、日本の女性漫画家、イラストレーター。比治山大学美術科客員教授。
広島県広島市西区出身。広島大学理学部中退、2001年放送大学教養学部卒業。

## 略歴
子供時代に好きだった漫画は『大純情くん』。教育熱心な家庭で育ち、当時はあまり漫画を読ませてもらえなかった。限られた小遣いで漫画を買っていた日々だったが、自分で描くことを思いつき、中学生の頃より漫画を描き始める。
高校時代は科学部の部長だった（美術部にもかけもちで参加していた）。1987年に広島大学理学部に入学。大学ではイラストマンガ同好会に所属していた
。本職の漫画家を志して大学を中退し、上京後、とだ勝之、谷川史子などのアシスタントを経て、1995年に『街角花だより』でデビュー。
2004年、代表作でもある『夕凪の街 桜の国』（双葉社）で第8回文化庁メディア芸術祭マンガ部門大賞、第9回手塚治虫文化賞新生賞を受賞。同作は田中麗奈主演で映画化され、2007年7月に公開された。
2009年、『この世界の片隅に』（双葉社）で第13回文化庁メディア芸術祭マンガ部門優秀賞、同作は2011年に日本テレビ、2018年にTBSでドラマ化され、2016年には片渕須直監督によって劇場アニメが公開された。
2019年、大英博物館で開催されたマンガ展「The Citi exhibition Manga」にて『ギガタウン 漫符図譜』が展示された。
2021年、2016年から在住する福知山市との縁でイラスト「麒麟のいる街」を執筆。

## 作風
トーンを極力使わない絵柄で、日常生活を主なテーマとした様々なタイプの作品を執筆している。活動範囲は児童書から青年誌まで広範囲に及び、イラストレーターとして書籍の挿絵を担当する他、同人誌での活動も行なっている。

## 連載
- 街角花だより（1995年 - 1996年、アクション増刊 クレヨンしんちゃん特集号、双葉社 / 2002年 - 2003年、まんがタウンオリジナル、双葉社）
  - 花屋を舞台にした短編連作集。1995年版はこうのの初連載作品。
- ぴっぴら帳（1997年 - 2004年、まんがタウン、双葉社）
  - セキセイインコの「ぴっぴらさん」を主人公とした4コマ漫画。
- こっこさん（1999年 - 2001年、まんがタイムジャンボ、芳文社）
  - 拾ったニワトリ「こっこさん」とやよいと家族の物語。
- 長い道（2001年 - 2004年、すてきな主婦たち、双葉社）
  - 理由ありで結婚した2人のちょっと変わった物語。1話3、4ページの短編連作集。「こっこさん」に登場したのと同一と思われる人物が登場する。
  - 2022年3月25日よりWEBコミックぜにょんにてリバイバル連載中。
- かっぱのねね子（2001年 - 2002年、おおきなポケット、福音館書店）
- 夕凪の街 桜の国（2003年 - 2004年、週刊漫画アクション・漫画アクション、双葉社）
- さんさん録（2004年 - 2006年、漫画アクション、双葉社）
  - 主人公は男やもめの参さん。亡き妻の遺したノートを見ながら主夫生活に取り組む。
- この世界の片隅に（2007年 - 2009年、漫画アクション、双葉社）
  - 太平洋戦争末期の広島を舞台に、軍都・呉へと嫁いだ主人公・すずの日常を描いた物語。
- 平凡倶楽部（2009年 - 2010年、ウェブ平凡、平凡社）
  - エッセイ集。単行本には「わしズム」収録の掌編漫画（19、22、23、28、29号収録）も収録。
- ぼおるぺん古事記（2011年 - 2012年、ウェブ平凡、平凡社）
  - 古事記上巻の原文をそのまま絵物語にしたコミカライズ。カラーページも含めて、全てボールペンで描かれている。
- あのとき、この本（こどものとも、福音館書店）
  - 児童書を中心とした書評エッセイ。
- 日の鳥（2012年 - 2016年、週刊漫画ゴラク、日本文芸社）
  - 行方のわからない妻を探して東日本大震災後の東北地方を旅する雄鶏を主人公に、被災地の風景を描くエッセイ。
- 百一 hyakuichi（2018年 - 、週刊漫画ゴラク、日本文芸社）[11]
  - 百人一首とともに句から着想を得たイラストを1ページ描く漫画。漫画ゴラク裏表紙で連載する。
- 空色心経（2023年12月19日[12] - 2025年、こうのの日々）
  - 般若心経を題材として描かれた作品[12]。連載媒体のこうののブログでのみ「下書きの直筆文字が残る生原稿の形」で掲載[12]。連載終了後の朝日新聞出版より刊行される単行本では異なる[12]。
- かぐやサン（2025年 - 、小説新潮、新潮社）

## 単行本
- 『ぴっぴら帳（ノート）』1、完結編（2000-2004年、双葉社）のち文庫
- 『夕凪の街 桜の国』（2004年、双葉社）のち文庫
- 『こっこさん』（2005年、宙出版）
- 『長い道』（2005年、双葉社）のち文庫
  - 『長い道【新装版】』（2022年6月20日、ゼノンコミックスDX）
- 『さんさん録』（2006年、双葉社）のち文庫
- 『街角花だより』（2007年、双葉社）のち文庫
- 『この世界の片隅に』全3巻（2008-2009年、双葉社）2011年に新装版全2巻
- 『平凡倶楽部』（2010年、平凡社）
- 『ぼおるぺん古事記 天の巻・地の巻・海の巻』（2012-2013年、平凡社）
- 『あのとき、この本』（2014年、平凡社）
- 『日の鳥』全2巻（2014-2016年、日本文芸社）
- 『荒神絵巻』（2014年、朝日新聞出版）

宮部みゆきと共著。『荒神』連載中に描かれたオールカラーの挿し絵を収録。
- 『ギガタウン漫符図譜』（2018年、朝日新聞出版）

104種類の漫符の意味を、短文と四コマ漫画による用例で解説。用例に鳥獣人物戯画に描かれているキャラクターを多用した。。ふきだしおよび効果線も数点ずつ紹介。
- 『マンガノミカタ』（樹村房, 2021年10月）竹宮惠子・吉村和真との共著
- 『百一 hyakuichi』（日本文芸社、2022年1月）

## 挿し絵

### 新聞
- 荒神（朝日新聞連載、宮部みゆき作）

### 絵本
- うでまクマ（あべひろあき作）

### 児童文学書
- 天下無敵のお嬢さま!シリーズ（濱野京子作）

### 一般書
- 日本の鉄道ことはじめ（沢和哉作）ISBN 978-4806755951

## 表紙画
- 吉原花魁日記 光明に芽ぐむ日（森光子作）
- 春駒日記 吉原花魁の日々（森光子作）

## アニメーション
- 花は咲く（キャラクターデザイン・絵コンテ原案、監督：片渕須直）
- 百個の太陽の朝（キャラクターデザイン、監督：ジミー・テルアキ・ムラカミ、脚本：富川元文）[要出典] ※監督逝去により未発表
- オタフクソースのアニメ・わたしの名はオオタフクコ〜小さな幸せを、地球の幸せに。〜（キャラクターデザイン）

## 映画
- この世界の片隅に（東京テアトル配給の劇場公開作品）
- この世界の（さらにいくつもの）片隅に（別バージョン作品（長尺版）、新編）

## その他
- 放送大学イメージキャラクター“まなぴー” キャラクターデザイン、2008年9月[2]

## 関連書籍
- 『ユリイカ』2016年11月号「特集＝こうの史代」[14]（青土社、2016年10月）
- 『「この世界の片隅に」こうの史代　片渕須直対談集　さらにいくつもの映画のこと』（文藝春秋、2019年11月）
- 『この世界の片隅に　ガイドブック』（双葉社、2016年10月、増補版2020年2月）

## 展覧会
- 漫画家生活30周年 こうの史代展 鳥がとび、ウサギもはねて、花ゆれて、走ってこけて、長い道のり
  - 2025年6月8日 - 7月27日、福知山市佐藤太清記念美術館 - 主催：福知山市、福知山市佐藤太清記念美術館、協力：呉市立美術館、コアミックス、朝日新聞出版、日本文芸社、平凡社、監修：福永信、企画：青幻舎プロモーション[15]
  - 8月2日 - 10月2日、佐倉市立美術館[16]